# Pulitzer-Preis/Biographie oder Autobiographie
Der Pulitzer-Preis für Biographie oder Autobiographie (Pulitzer Prize for Biography or Autobiography) wird seit 1917 vergeben. 1962 gab es keine Preisträger. Seit 2023 wird der Preis nur noch für Biographien vergeben, für Memoiren und Autobiographien existiert die neue Kategorie Pulitzer-Preis für Memoiren oder Autobiographie (Pulitzer Prize for Memoir or Autobiography).
Liste der Preisträger:

## 1917–1919
- 1917: Julia Ward Howe von Laura E. Richards und Maud Howe Elliott, unter Mitwirkung von Florence Howe Hall
- 1918: Benjamin Franklin, Self-Revealed von William Cabell Bruce
- 1919: The Education of Henry Adams von Henry Adams

## 1920–1929
- 1920: The Life of John Marshall (4 Bände) von Albert J. Beveridge
- 1921: The Americanization of Edward Bok von Edward Bok
- 1922: A Daughter of the Middle Border von Hamlin Garland
- 1923: The Life and Letters of Walter H. Page von Burton J. Hendrick
- 1924: From Immigrant to Inventor von Mihajlo Pupin
- 1925: Barrett Wendell and His Letters von M. A. Dewolfe Howe
- 1926: The Life of Sir William Osler (2 Bände) von Harvey Cushing
- 1927: Whitman von Emory Holloway
- 1928: The American Orchestra and Theodore Thomas von Charles Edward Russell
- 1929: The Training of an American: The Earlier Life and Letters of Walter H. Page von Burton J. Hendrick

## 1930–1939
- 1930: The Raven von Marquis James
- 1931: Charles W. Eliot von Henry James
- 1932: Theodore Roosevelt von Henry F. Pringle
- 1933: Grover Cleveland von Allan Nevins
- 1934: John Hay von Tyler Dennett
- 1935: R. E. Lee von Douglas Southall Freeman
- 1936: The Thought and Character of William James von Ralph Barton Perry
- 1937: Hamilton Fish von Allan Nevins
- 1938: Pedlar's Progress von Odell Shepard
- 1938: Andrew Jackson (2 Bände) von Marquis James
- 1939: Benjamin Franklin von Carl Van Doren

## 1940–1949
- 1940: Woodrow Wilson, Life and Letters (Band VII und VIII) von Ray Stannard Baker
- 1941: Jonathan Edward von Ola Elizabeth Winslow
- 1942: Crusader in Crinoline von Forrest Wilson
- 1943: Admiral of the Ocean Sea von Samuel Eliot Morison
- 1944: The American Leonardo: The Life of Samuel F B. Morse von Carleton Mabee
- 1945: George Bancroft: Brahmin Rebel von Russel B. Nye
- 1946: Son of the Wilderness von Linnie Marsh Wolfe
- 1947: The Autobiography of William Allen White von William Allen White
- 1948: Forgotten First Citizen: John Bigelow von Margaret Clapp
- 1949: Roosevelt and Hopkins von Robert E. Sherwood

## 1950–1959
- 1950: John Quincy Adams and the Foundations of American Foreign Policy von Samuel Flagg Bemis
- 1951: John C. Calhoun: American Portrait von Margaret Louise Coit
- 1952: Charles Evans Hughes von Merlo J. Pusey
- 1953: Edmund Pendleton 1721–1803 von David J. Mays
- 1954: The Spirit of St. Louis von Charles A. Lindbergh
- 1955: The Taft Story von William S. White
- 1956: Benjamin Henry Latrobe von Talbot Faulkner Hamlin
- 1957: Profiles in Courage von John F. Kennedy
- 1958: George Washington. Band I-VI von Douglas Southall Freeman; Band VII von John Alexander Carroll und Mary Wells Ashworth nach dem Tod von Dr. Freeman im Jahre 1953
- 1959: Woodrow Wilson, Volume I: American Prophet von Arthur Walworth

## 1960–1969
- 1960: John Paul Jones von Samuel Eliot Morison
- 1961: Charles Sumner and the Coming of the Civil War von David Herbert Donald
- 1962: nicht vergeben
- 1963: Henry James von Leon Edel
- 1964: John Keats von Walter Jackson Bate
- 1965: Henry Adams (3 Bände) von Ernest Samuels
- 1966: A Thousand Days von Arthur M. Schlesinger, Jr.
- 1967: Mr. Clemens and Mark Twain von Justin Kaplan
- 1968: Memoirs von George Frost Kennan
- 1969: The Man From New York: John Quinn and His Friends von Benjamin Lawrence Reid

## 1970–1979
- 1970: Huey Long von T. Harry Williams
- 1971: Robert Frost: The Years of Triumph, 1915–1938 von Lawrence Thompson
- 1972: Eleanor and Franklin von Joseph P. Lash
- 1973: Luce and His Empire von W. A. Swanberg
- 1974: O'Neill, Son and Artist von Louis Sheaffer
- 1975: The Power Broker: Robert Moses and the Fall of New York von Robert Caro
- 1976: Edith Wharton: A Biography von R. W. B. Lewis
- 1977: A Prince of Our Disorder: The Life of T. E. Lawrence von John E. Mack
- 1978: Samuel Johnson von Walter Jackson Bate
- 1979: Days of Sorrow and Pain: Leo Baeck and the Berlin Jews von Leonard Baker

## 1980–1989
- 1980: The Rise of Theodore Roosevelt von Edmund Morris
- 1981: Peter the Great: His Life and World von Robert K. Massie
- 1982: Grant: A Biography von William S. McFeely
- 1983: Growing Up von Russell Baker
- 1984: Booker T. Washington: The Wizard of Tuskegee, 1901–1915 von Louis R. Harlan
- 1985: The Life and Times of Cotton Mather von Kenneth Silverman
- 1986: Louise Bogan: A Portrait von Elizabeth Frank
- 1987: Bearing the Cross: Martin Luther King Jr. and the Southern Christian Leadership Conference von David J. Garrow
- 1988: Look Homeward: A Life of Thomas Wolfe von David Herbert Donald
- 1989: Oscar Wilde von Richard Ellmann (postum)

## 1990–1999
- 1990: Machiavelli in Hell von Sebastian de Grazia
- 1991: Jackson Pollock: An American Saga von Steven Naifeh und Gregory White Smith
- 1992: Fortunate Son: The Autobiography of Lewis B. Puller Jr. von Lewis B. Puller
- 1993: Truman von David McCullough
- 1994: W. E. B. Dubois: Biography of a Race, 1868–1919 von David Levering Lewis
- 1995: Harriet Beecher Stowe: A Life von Joan D. Hedrick
- 1996: God: A Biography von Jack Miles
- 1997: Angela's Ashes: A Memoir von Frank McCourt (dt. Die Asche meiner Mutter)
- 1998: Personal History von Katharine Graham
- 1999: Lindbergh von A. Scott Berg

## 2000–2009
- 2000: Vera, Mrs. Vladimir Nabokov von Stacy Schiff
- 2001: W.E.B. Du Bois: The Fight for Equality and The American Century, 1919–1963 von David Levering Lewis
- 2002: John Adams von David McCullough
- 2003: Master of the Senate: The Years of Lyndon Johnson von Robert Caro
- 2004: Khrushchev: The Man and His Era von William Taubman
- 2005: de Kooning: An American Master von Mark Stevens und Annalyn Swan
- 2006: American Prometheus: The Triumph and Tragedy of J. Robert Oppenheimer von Kai Bird und Martin J. Sherwin
- 2007: The Most Famous Man in America: The Biography of Henry Ward Beecher von Debby Applegate
- 2008: Eden’s Outcasts: The Story of Louisa May Alcott and Her Father von John Matteson
- 2009: American Lion: Andrew Jackson in the White House von Jon Meacham

## 2010–2019
- 2010: The First Tycoon: The Epic Life of Cornelius Vanderbilt von T. J. Stiles
- 2011: Washington: A Life von Ron Chernow
- 2012: George F. Kennan: An American Life von John Lewis Gaddis
- 2013: The Black Count: Glory, Revolution, Betrayal, and the Real Count of Monte Cristo von Tom Reiss
- 2014: Margaret Fuller: A New American Life von Megan Marshall
- 2015: The Pope and Mussolini: The Secret History of Pius XI and the Rise of Fascism in Europe von David I. Kertzer
- 2016: Barbarian Days: A Surfing Life von William Finnegan
- 2017: The Return: Fathers, Sons and the Land in Between von Hisham Matar
- 2018: Prairie Fires: The American Dreams of Laura Ingalls Wilder von Caroline Fraser
- 2019: The New Negro: The Life of Alain Locke von Jeffrey C. Stewart

## 2020–2029
- 2020: Sontag: Her Life and Work von Benjamin Moser
- 2021: The Dead Are Arising: The Life of Malcolm X von Les Payne (postum) und Tamara Payne
- 2022: Chasing Me to My Grave: An Artist’s Memoir of the Jim Crow South von Winfred Rembert (1945–2021) as told to Erin I. Kelly
- 2023: G-Man: J. Edgar Hoover and the Making of the American Century von Beverly Gage
- 2024: King: A Life von Jonathan Eig; Master Slave Husband Wife: An Epic Journey from Slavery to Freedom von Ilyon Woo